# Some Woman,Some Story
「Some Woman,Some Story」（サム・ウーマン・サム・ストーリー）は、1988年5月21日に発売されたEPO・尾崎亜美・上田浩恵の通算1枚目のコンピレーション・アルバム。

## 概要
CDジャケットは、当該アーティスト3名のプロフィールが記載されたデザインとなっている。
本作は、EPO・尾崎亜美が作曲し、上田浩恵を含めた3名で歌唱する楽曲を12曲収録している。
1. 音楽のような風
  - EPOの9枚目のシングル表題曲。
2. ソロ・サピエンス
  - 上田浩恵のデビュー・シングル表題曲。
  - ダイハツ「Leeza」テレビコマーシャルソング。
  - 1st.アルバム『PLACE IN THE SUN』に収録されている。
3. 天使のウィンク
  - 尾崎亜美の13枚目のアルバム『10番目のミュー』収録曲。
  - 松田聖子の20枚目のシングル提供曲。
4. DOWN TOWNラプソディー
  - EPOの14枚目のシングル表題曲。
  - Mr.SoulMan（鈴木雅之）参加曲。
5. HE IS MY TROUBLE MAKER
  - 上田浩恵の2枚目のアルバム『blew』収録曲。
6. 12月のエイプリルフール
  - EPOの10枚目のシングル表題曲。
7. 悲しみはBEATに変えて〜Rise and Shine〜
  - 尾崎亜美の23枚目のシングル表題曲。
8. 夢追いスナイパー
  - 上田浩恵の2枚目のシングル表題曲。
  - ダイハツ「Leeza」テレビコマーシャルソング。
  - 1st.アルバム『PLACE IN THE SUN』に収録されている。
9. 時に愛は
  - 尾崎亜美の14枚目のアルバム『POINTS-2』収録曲。
  - 松本伊代の9枚目のシングル提供曲。
10. 三番目の幸せ
  - EPOの17枚目のシングル表題曲。
  - 花王「ソフィーナ」テレビコマーシャルソング。
11. JEWELRY
  - 上田浩恵の4枚目のシングル表題曲。
  - 2nd.アルバム『blew』に収録されている。
12. オリビアを聴きながら
  - 尾崎亜美の6枚目のアルバム『MERIDIAN-MELON』収録曲。
  - 杏里のデビュー・シングル提供曲。

## 収録曲
1. 音楽のような風 / EPO
作詞・作曲：EPO
編曲：清水信之
2. ソロ・サピエンス / 上田浩恵
作詞：夏目純
作曲：尾崎亜美
編曲：井上鑑
3. 天使のウィンク / 尾崎亜美
作詞・作曲・編曲：尾崎亜美
4. DOWN TOWNラプソディー / EPO
作詞・作曲・編曲：EPO
5. HE IS MY TROUBLE MAKER / 上田浩恵
作詞・作曲：EPO
編曲：村松邦男
6. 12月のエイプリルフール / EPO
作詞・作曲・編曲：EPO
7. 悲しみはBEATに変えて〜Rise and Shine〜 / 尾崎亜美
作詞・作曲・編曲：尾崎亜美
8. 夢追いスナイパー / 上田浩恵
作詞：夏目純
作曲：尾崎亜美
編曲：松任谷正隆
9. 時に愛は / 尾崎亜美
作詞・作曲：尾崎亜美
編曲：谷有益
10. 三番目（みっつめ）の幸せ / EPO
作詞・作曲・編曲：EPO
11. JEWELRY / 上田浩恵
作詞：吉田美奈子
作曲：EPO
編曲：村松邦男
12. オリビアを聴きながら / 尾崎亜美
作詞・作曲・編曲：尾崎亜美